# Nowa Dęba
Nowa Dęba is een stad in het Poolse woiwodschap Subkarpaten, gelegen in de powiat Tarnobrzeski. De oppervlakte bedraagt 16,31 km², het inwonertal 11.443 (2005).

## Verkeer en vervoer
- Station Nowa Dęba